# Rory Delap
Rory John Delap (* 6. července 1976) je bývalý profesionální fotbalista, který hrál jako záložník. Narodil se v Anglii a odehrál 11 zápasů za irskou fotbalovou reprezentaci.
Byl prosnulý svou schopností dlouhého vhazování – v mládí byl talentovaný oštěpař. Poté, co postoupil se Stoke City FC do Premier League, se o něm začalo mluvit jako o reprezentantovi Irska na olympijských hrách.